# سی‌اس‌اس گرامپوس
سی‌اس‌اس گرامپوس (به انگلیسی: CSS Grampus) یک کشتی بود. این کشتی در سال ۱۸۵۶ ساخته شد.